# Gare de Taketoyo
La gare de Taketoyo (武豊駅, Taketoyo-eki) est une gare ferroviaire du bourg de Taketoyo, dans la préfecture d'Aichi au Japon. La gare est exploitée par la compagnie JR Central.

## Situation ferroviaire
Gare terminus, Taketoyo est située au point kilométrique (PK) 19,3 de la ligne Taketoyo.

## Historique
La gare de Taketoyo a été inaugurée le 1er mars 1886.

## Service des voyageurs

### Accueil
La gare dispose d'un bâtiment voyageurs, avec guichets, ouvert tous les jours.

### Desserte
- Ligne Taketoyo :
  - voie 1 : direction Ōbu (interconnexion avec la ligne principale Tōkaidō pour Nagoya)